# Brian Torff
Brian Torff (Chicago, 1954. március 16. –) amerikai dzsesszzenész, basszusgitáros, dalszerző.

## Pályakép
Brian Quade Torff basszusgitáros, dalszerző, zeneszerző, zenepedagógus. A „Run With Scissors” című albuma „delta electric” stílusban szólaltatja meg zenéjét, ötvözve a déli, régies stílusú hangszereket a modern dobgépekkel.
Brian Torff profi karrierje 1974-ben kezdődött, amikor Milt Hinton basszusgitáros meghívta egy turnéra Cleo Laine-nel. Az 1970-es évek végén Torff Mary Lou Williams és Marian McPartland zongoristákkal készített felvételeket és fellépett Stéphane Grappelli dzsesszhegedűssel turnézott vele Ausztráliában, Új-Zélandon és Hongkongban. Játszott Erroll Garner  utolsó zenekarában, dolgozott Oliver Nelson és a Thad Jones/Mel Lewis Orchestra big bandjében.
1979-ben Brian Torff George Shearing zongoristával duót hozott létre. Három és fél éves együttműködésük során turnéztak az Egyesült Államokban, Európában, Brazíliában és Dél-Afrikában, és szerepeltek a The Tonight Show-ban, a The Merv Griffin Show-ban és a Cafe Carlyle PBS-specialban New Yorkban. 1982-ben meghívást kaptak a Fehér Házba Ronald Reagan elnök fogadására.
Harmadik albumukkal Grammy-díjat nyert Mel Tormé.
Torff számos középiskolai és főiskolai dzsesszfesztiválon szerepelt karmesterként és zeneszerzőként. Szerzője az In Love With Voices: A Jazz Memoir című könyvnek (2008), amely bemutatja korai zenei gyökereit és olyan zenészekről vannak portréi, akikkel együtt dolgozott (Frank Sinatra, Mel Tormé, Erroll Garner, Benny Goodman, Mary Lou Williams, Marian McPartland, Stephane Grappelli és George Shearing).
Torff kiemelt basszusszólistaként lépett fel saját triójának élén, és fellépett a Lincoln Centerben, a Hollywood Bowlban, a John F. Kennedy Előadóművészeti Központban és a New York-i Birdlandben. A Carnegie Hallban a Fiddle Fest rendezvényen lépett fel, ahol Mark O’Connorral, Dave Grusinnal, Regina Carterrel, Yo-Yo Maval, Ichák Perlmannal és Pinchas Zukermannal szerepelt. 1992-ben az Országos Művészeti Alap zenei tanácsadó testületének társelnöke volt.

## Albumok
- Run with Scissors (2002)
- Post Authentic World: Brian Q. Torff and New Duke (2016)
- Life In East Bumblepuck (2006)
- Workin' on a Bassline (1997)
- Manhattan Hoedown (1998)
- Union (1998)
- Hitchhiker of Karoo (1985)

## Díjak
- Grammy-díj Mel Tormé lemezéért.